# Tossal de Sant Cristòfol
El Tossal de Sant Cristòfol és una muntanya de 621 metres que es troba al municipi de Camarasa, a la comarca catalana de la Noguera.